# Malika Mokeddem

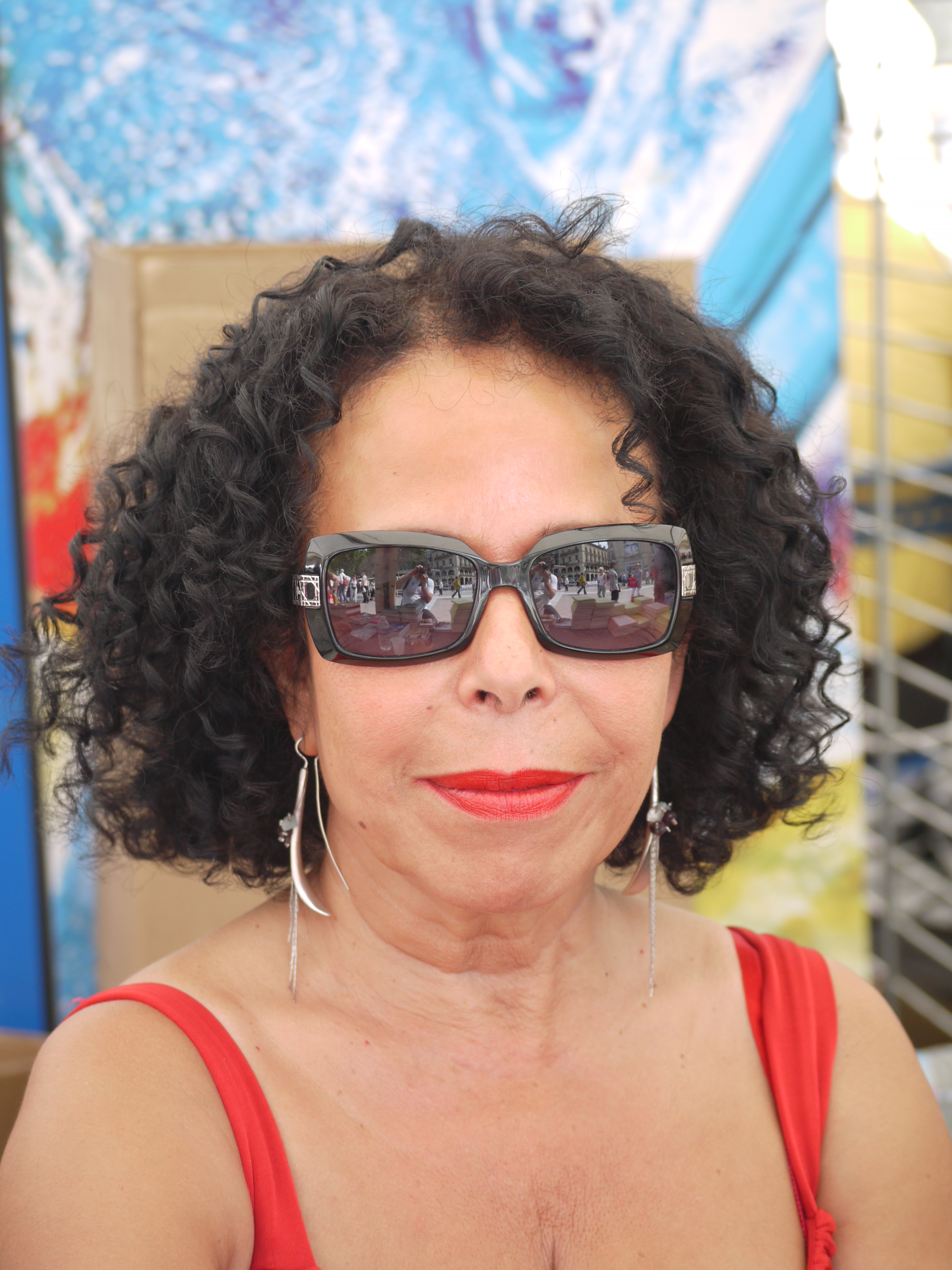
Malika Mokingdem năm 2010

Malika Mokingdem (Kenadsa, Algérie; ngày 5 tháng 10 năm 1949) là một nhà văn người Algérie.

## Tiểu sử
Malika Mokingdem sinh ngày 5 tháng 10 năm 1949 tại Kenadsa, một thị trấn khai thác nhỏ nằm trên giới hạn của sa mạc phía tây Algérie. Bà là con gái của một gia đình du mục mù chữ trở nên ít vận động. Bà lớn lên nghe những câu chuyện được kể bởi người bà của bà, Zohra, và là cô gái duy nhất trong gia đình và thị trấn của bà hoàn thành nghiên cứu thứ cấp. Bà đăng ký học ngành y ở Oran và học xong ở Paris. Bà chuyên về thận và sau đó được thành lập tại Montpellier vào năm 1979. Bà tập luyện đến năm 1985 khi quyết định dành thời gian cho văn học.

## Công trình
- La Desirante (2011)
- The Men Who Walk (Les hommes qui marchent, 1990), Giải thưởng Littré và Fondation Nourredine Aba Prix.
- Thế kỷ của châu chấu (Le siècle des sauterelles, 1992), Prix France-Maghreb Afrique-Méditerranée.
- Người phụ nữ bị cấm (L'interdite, 1994), Méditerranée Prix.
- Of Dreams and Assassins (Des rêves et des assassins, 1995)
- Đêm của thằn lằn (La nuit de la lézarde, 1998)
- N'zid (2001)
- Trance of the Rebellious (La transe des insoumis, 2003)
- Đàn ông của tôi (Mes hommes, 2005)